# 機張駅
機張駅（キジャンえき）は、大韓民国釜山広域市機張郡にある韓国鉄道公社東海線の駅である。

## 駅構造
- 島式ホーム2面4線の地上駅。内側2線は電鉄用ホームである。

| 1 | 東海線   | 釜田方面（低床ホーム）   |
| 2 | 広域電鉄 | 釜田方面（高床ホーム）   |
| 3 | 広域電鉄 | 太和江方面（高床ホーム） |
| 4 | 東海線   | 慶州方面（低床ホーム）   |

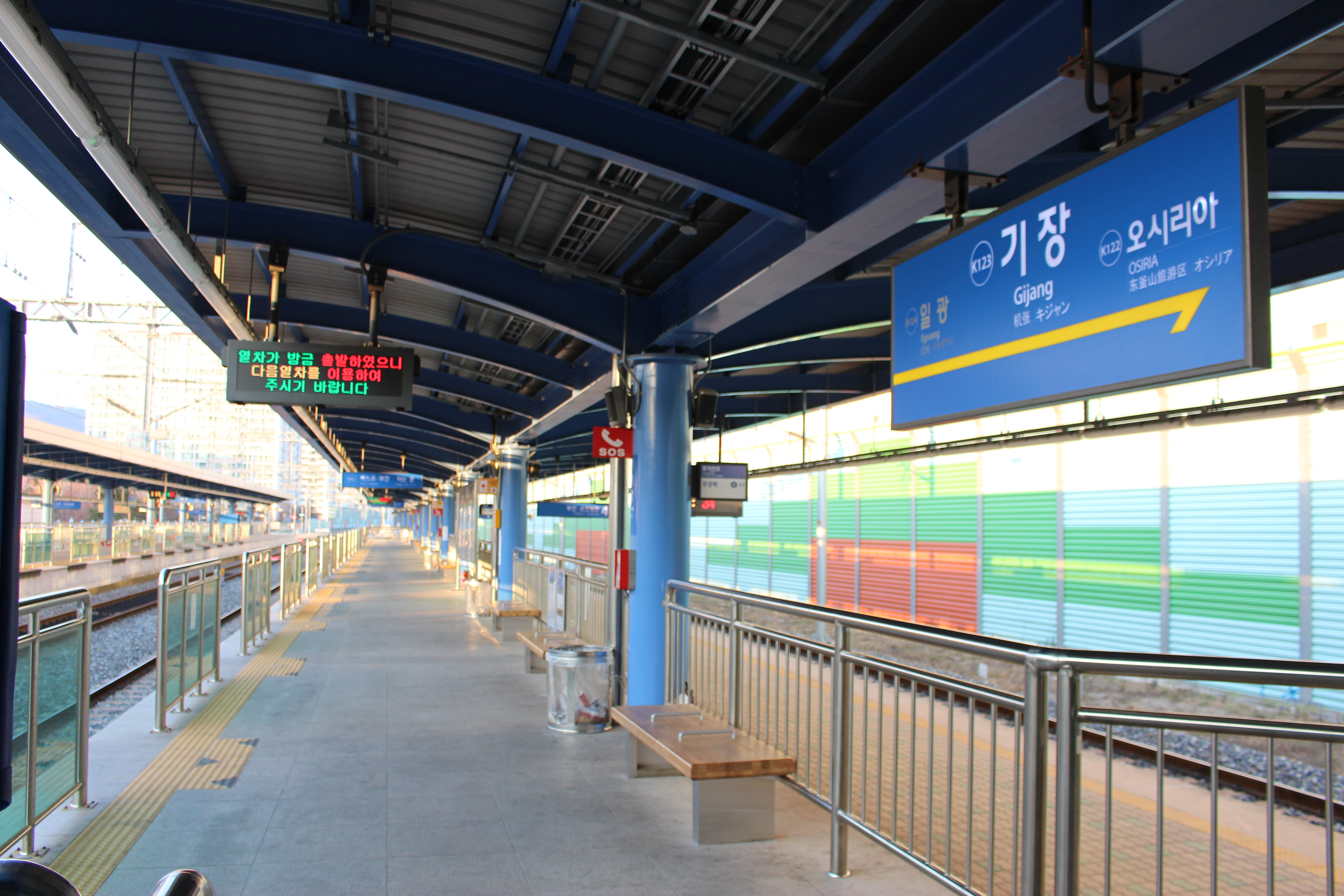
ホーム（2017年）
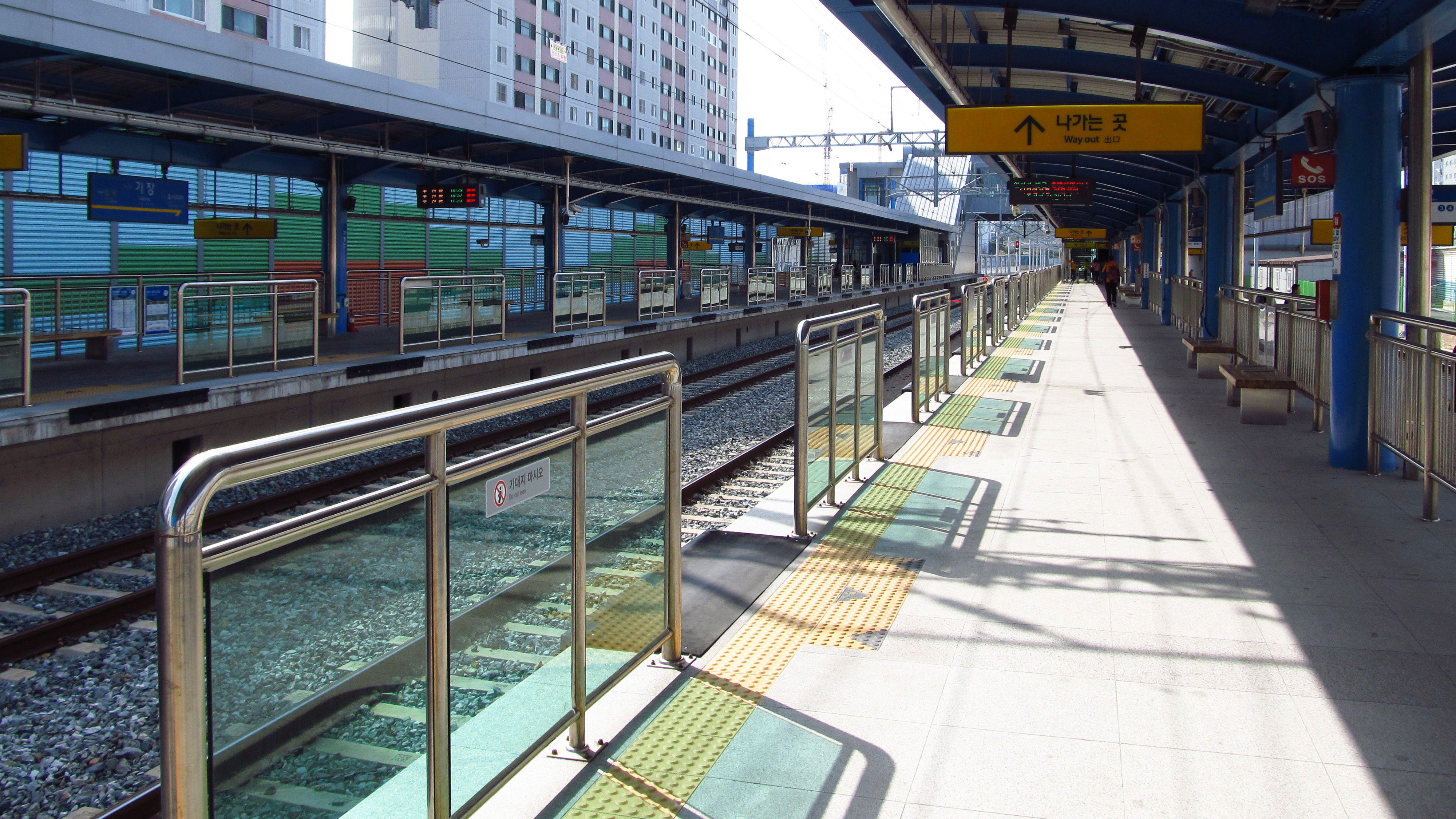
ホーム（2018年）
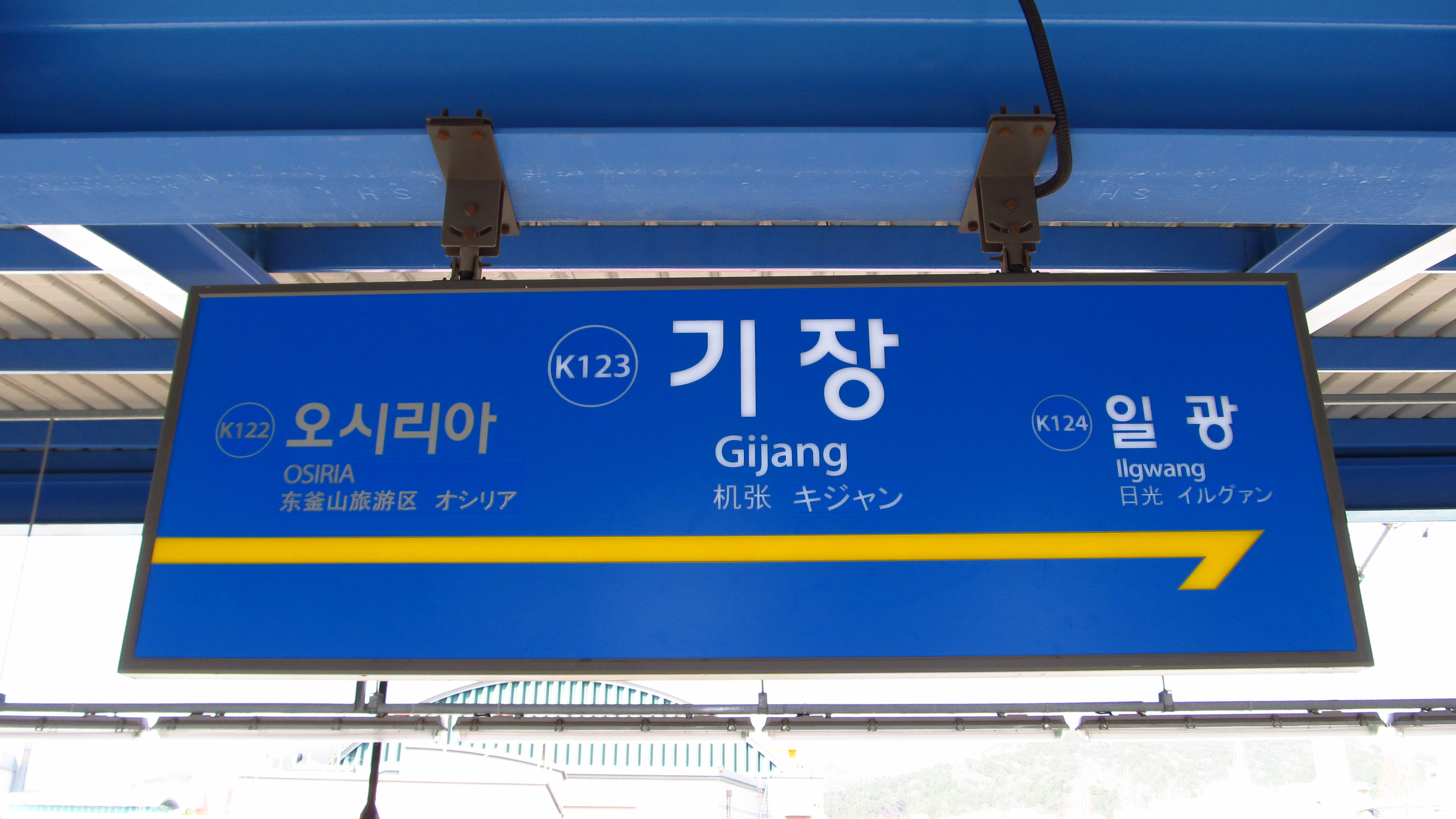
駅名標
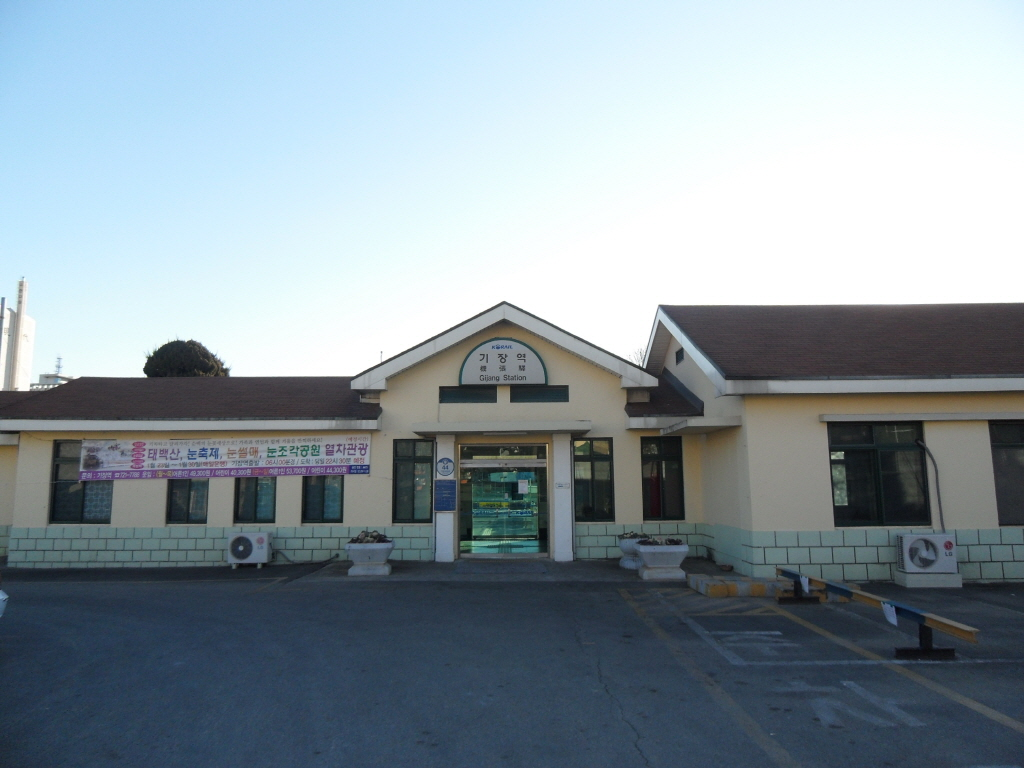
旧駅舎の前面（2011年）
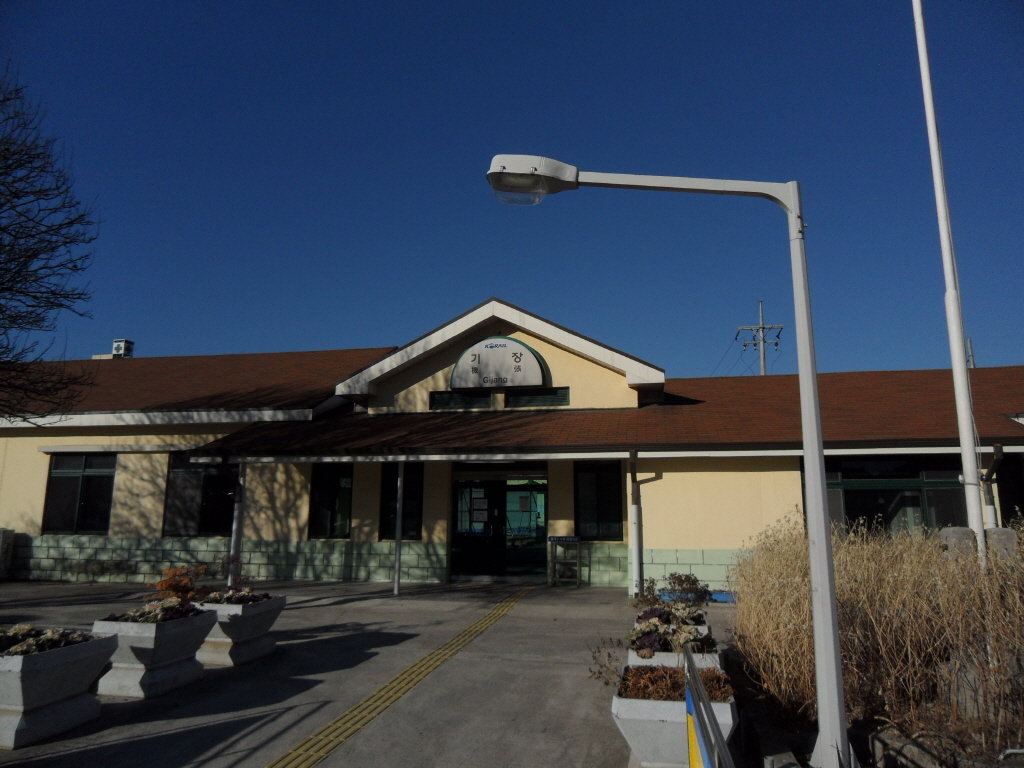
旧駅舎の後面（2011年）

## 駅周辺
- 機張中学校
- 機張市場

## 歴史
- 1934年12月16日 - 営業開始。
- 1952年12月22日 - 北朝鮮の共匪の襲撃により、駅舎が崩壊。
- 1957年7月31日 - 今の駅舎に改築。
- 2001年12月23日 - 駅舎を改善補修。
- 2016年
  - 4月29日 - 東海南部線が東海線に編入（施行は広域電鉄開業時）。[1]
  - 6月27日 - 新駅舎供用[2]
  - 12月30日 - 広域電鉄運行開始、松亭駅との間にオシリア駅開業。

## 隣の駅
韓国鉄道公社
東海線（ムグンファ号）
新海雲台駅 - 機張駅 - 南倉駅
●東海電鉄線
オシリア駅 K122 - 機張駅 K123 - 日光駅 K124